# Fille du vent
Pour plus de détails, voir Fiche technique et Distribution.
Fille du vent est un film dramatique français coécrit et réalisé par Malec Démiaro, sorti en 2020.

## Fiche technique
- Titre original : Fille du vent
- Réalisation : Malec Démiaro
- Scénario : Malec Démiaro et Elisabeth Draguet
- Décors : Najma Darouich
- Costumes : Élodie Louarn
- Photographie : Matthias Eyer
- Montage : Benjamin Bassière
- Musique : Jordan Jayat
- Producteur : Tom Crinon et Malex Démiaro
- Société de production : 5 Bandes Prod
- Sociétés de distribution : Cinéma Saint-André des Arts
- Pays d'origine :  France
- Langue originale : français
- Format : couleur
- Genre : drame
- Durée : 93 minutes
- Dates de sortie :
  - France : 22 janvier 2020

## Distribution
- Clémence Camus : Sonia Raskolniko
- Christophe Brault : Christian
- François Clavier : Yvan Raskolniko
- Malec Démiaro : Romain
- Cindy Vincent : Dounia
- Hervé Blanc : Georges
- Christine Gagnepain : Michèle Raskolniko
- Violaine Bougy : Léa Raskolniko